# Bellvitge (wijk)

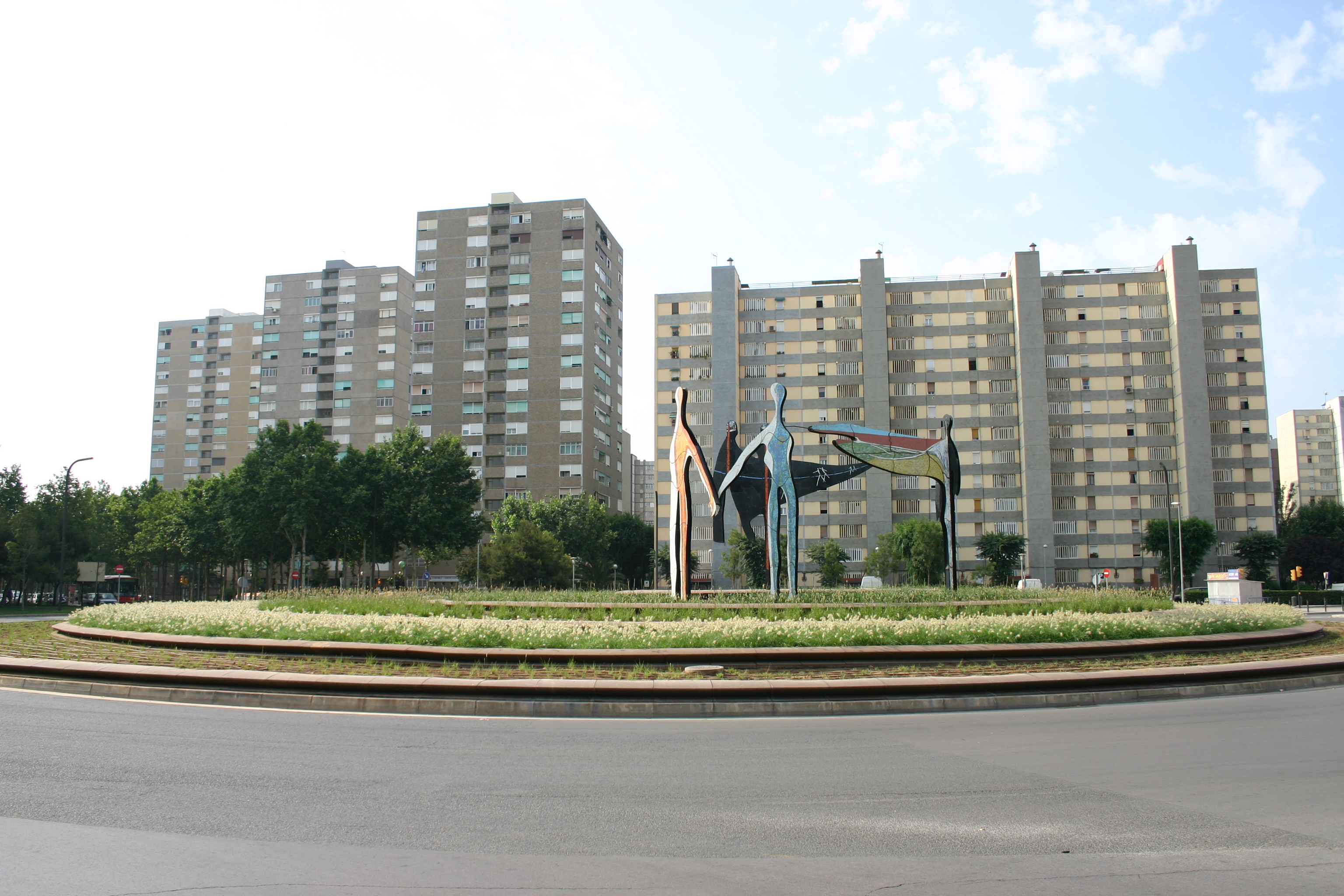
Een rotonde in Bellvitge

Bellvitge is vooral een arbeidersklassebuurt in L'Hospitalet de Llobregat in de Metropool Barcelona. Het maakt deel uit van Hospitalets District VI, samen met Gornal.
Bellvitge ligt op een hoogte van 4 tot 8 meter boven zeeniveau. Het grenst in het westen en zuiden aan de steden Cornellà de Llobregat, El Prat de Llobregat en Barcelona, de buurt Gornal in het oosten en Centre in het noorden.

## History
In 1964 startte vastgoedbeheerder Inmobiliaria Ciudad Condal S.A. (ICC) de bouw van deze buurt, naast de hermitage, op land gekocht van lokale boeren. Het is ontworpen als een woonwijk om er een grote hoeveelheid immigranten, van elders uit aangrenzend Spanje, te kunnen huisvesten. Dit waren er in 1964 126 duizend, op zoek naar werk.

## Bekende personen uit Bellvitge
- Xavi Fernández: Professioneel basketbalspeler
- Alberto Lopo: Voetballer van Deportivo de La Coruña
- Dani Flaco: Singer-songwriter

## Vervoer
- Bellvitge (treinstation)
- Metro van Barcelona stations Bellvitge en Hospital de Bellvitge, beide aan Lijn 1.

## Foto's van Bellvitge

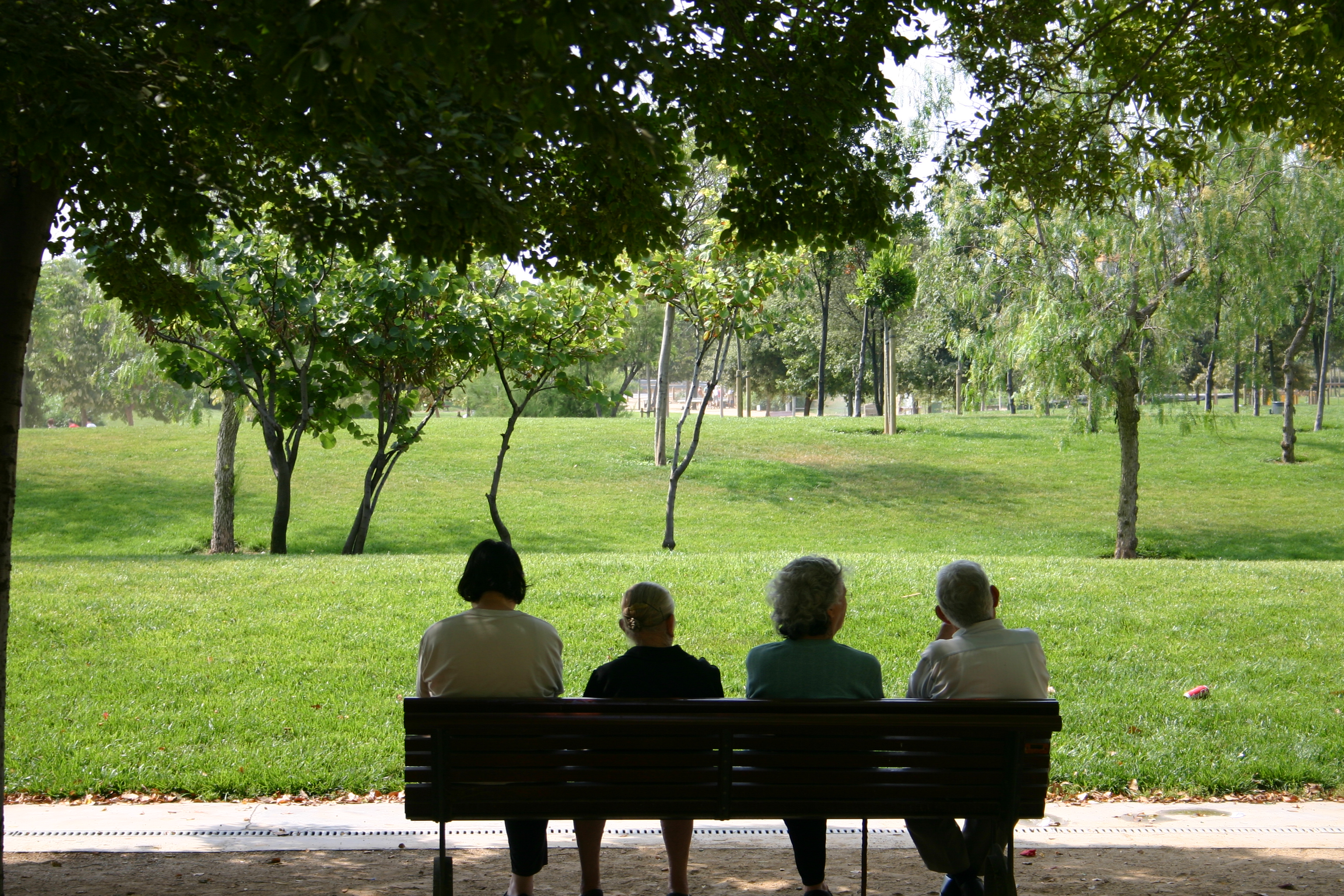
Senioren in het park van la Gran via
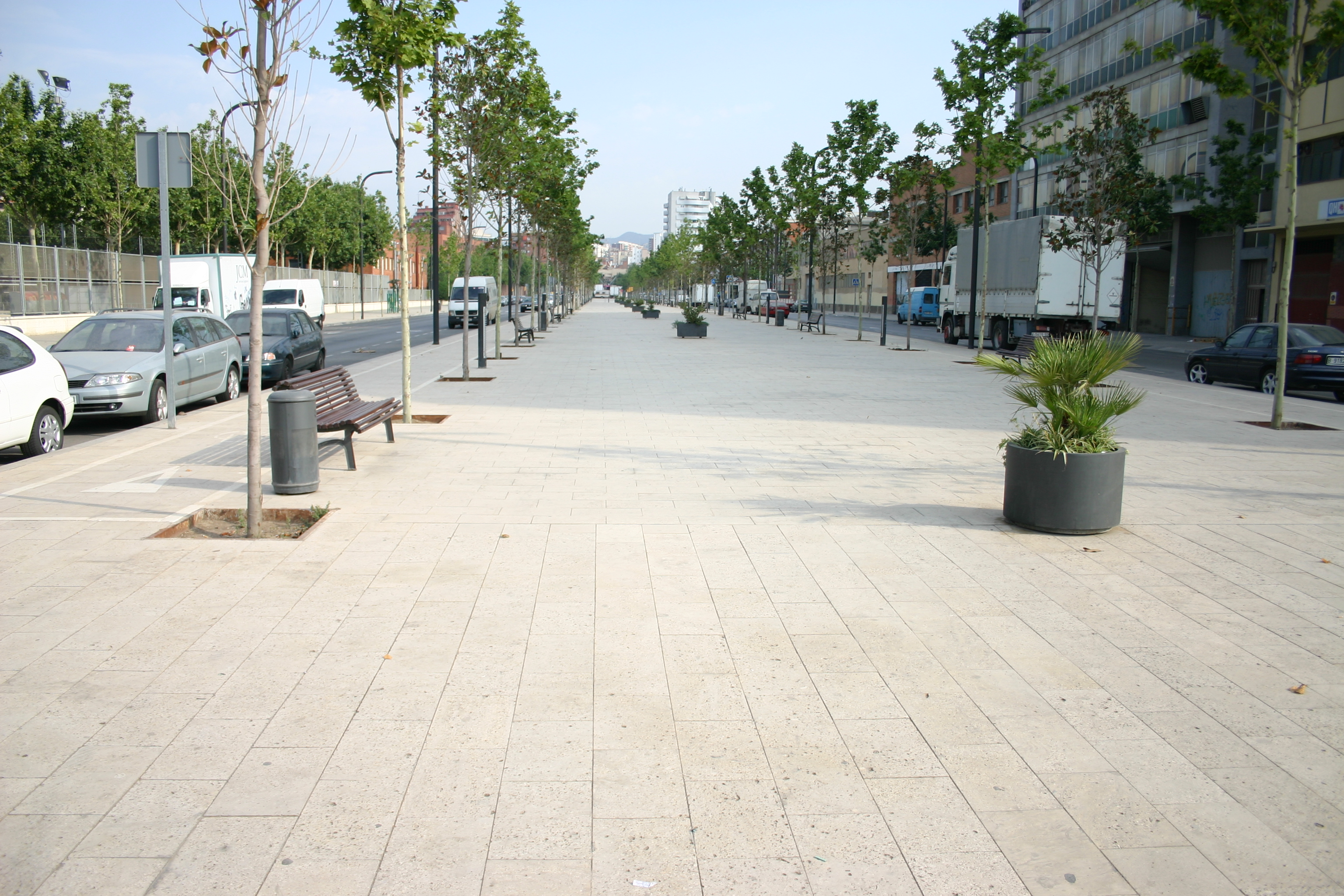
Voetpad van Bellvitge naar l'Hospitalet Centre (richting l'Hospitalet Centre)
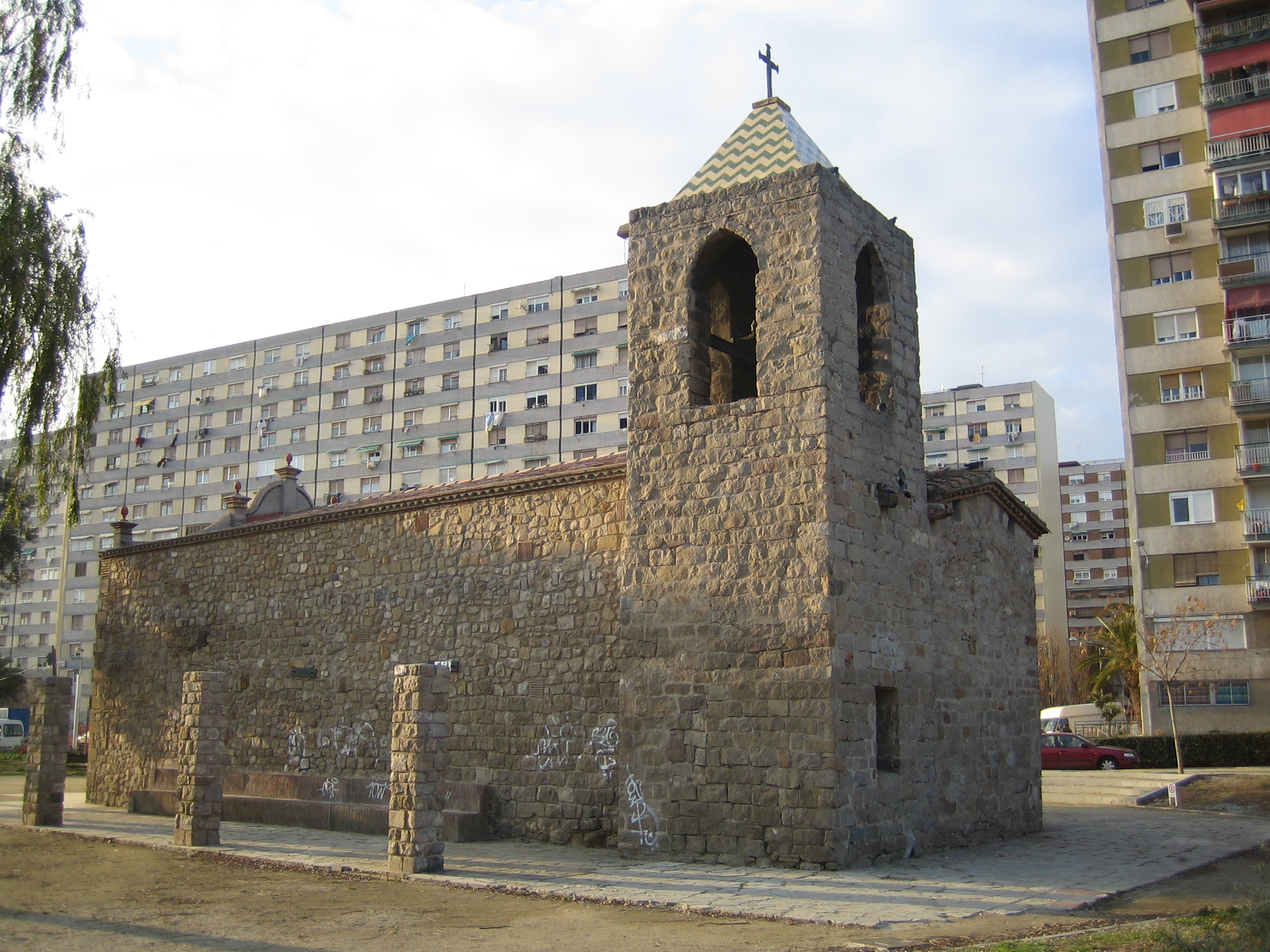
Markant gebouw in Bellvitge
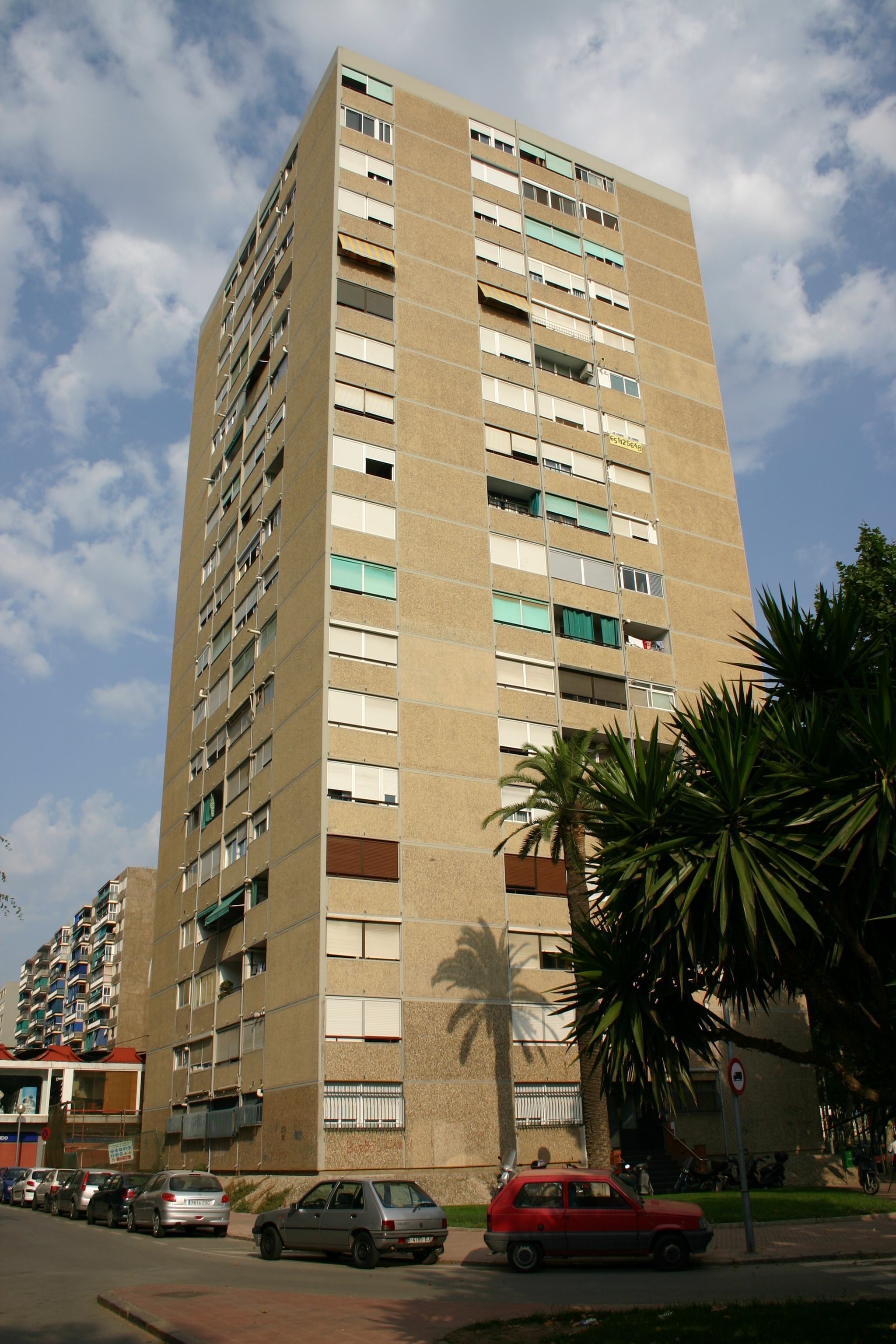
Karakteristieke toren in Bellvitge
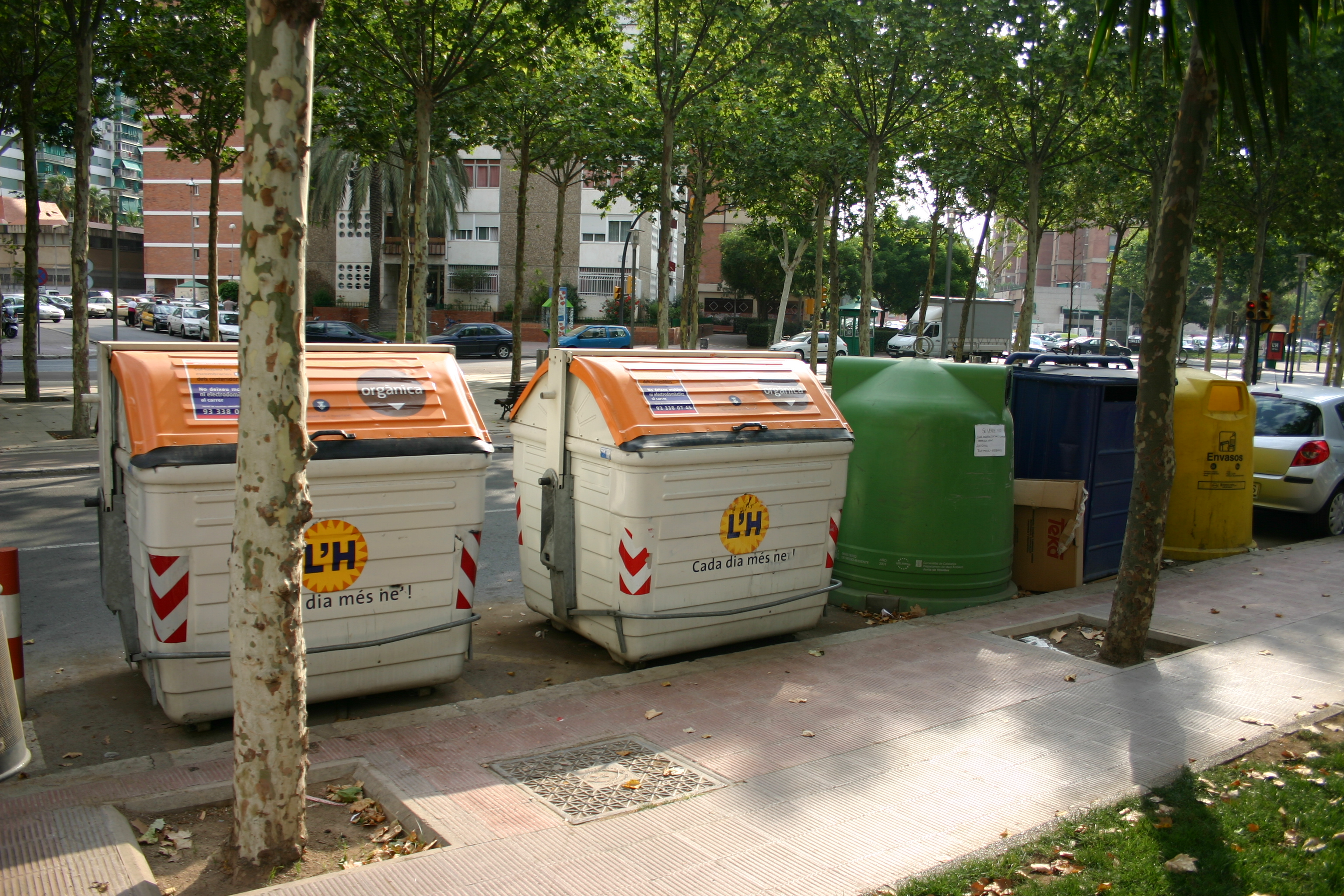
Afvalcontainers in Bellvitge